# Алек Сток
Алек Сток (англ. Alec Stock, 30 березня 1917 — 16 квітня 2001) — англійський футболіст, що грав на позиції нападника. По завершенні ігрової кар'єри — тренер.

## Ігрова кар'єра
Він народився у селі на південному заході Англії. Його батько був шахтарем і працював у сусідній шахті в Радстоку. Після загальної страйку в 1926 році його сім'я переїхала на схід країни до Дартфорда, Кент. Розпочав спортивну кар'єру не як футболіст, тому що він займався іншими популярними видами спорту в Англії, зокрема регбі (як нападник) і крикет. Серйозно почав грати в футбол у підлітковому віці, у крихітній команді з сусіднього Вілмінгтона, потім в команді «Редгілл» із сусіднього графства Сассекс. Він грав там центрального нападника.
Згодом Сток приєднався до аматорської команди знаменитого «Тоттенгем Готспур». Він поєднував гру у клубі з роботою в банку. В одному з матчів забив хет-трик, що помітив тодішній менеджер «Чарльтон Атлетіка», Джиммі Сід, який запросив дев'ятнадцятирічного гравця у клуб, з яким Сток підписав свій перший професійний контракт у 1936 році. Однак протягом двох років він не зміг пробитись до першої команди і пішов до команди місцевих суперників «Квінз Парк Рейнджерс», за яку він зіграв 30 матчів у чемпіонаті. Незабаром нападник отримав травму гомілковостопного суглоба, і незабаром після цього розпочалась Друга світова війна.
Під час Другої світової війни брав участь у бойових діях, був командиром танка. У 1944 році він отримав поранення під містом Кан у Франції. Танк, яким він керував, був підірваний, і багато шрапнелі застрягло в його тілі. Війна для молодого спортсмена закінчилася і він був доставлений до Уельсу для одужання під керівництвом його дружини Марджорі, з якої він одружився за рік до того.

## Кар'єра тренера
Після війни Сток вирішив стати букмекером, але випадково залишився в футболі. Його дружина звернула увагу на статтю в Daily Herald, де «Йовіл Таун» шукав кандидатів на роль тренера. Сток був обраний з більш ніж шістдесяти кандидатів. Найкращий результат був досягнутий у другому сезоні, команда завершила сезон 1946/47 в аматорській Південній лізі на четвертому місці. Проте молодий менеджер в основному запам'ятався в «Йовіл Таун» через незвичайний сезон 1948/49 років: клуб вийшов у п'ятий раунд Кубка Англії, перемігши на своєму шляху титулований «Сандерленд» (2:1). Матч з «Сандерлендом» був лише другим в історії англійського футболу, де команда, яка не була членом Футбольної ліги, перемогла клуб, який відігравав тоді ключову роль у національних змаганнях. Окрім досягнень у національному кубку, команда в тому ж сезоні досягла фіналу Кубка Південної ліги. Наступного сезону Сток здобув з командою 10 очок у чотирьох іграх, після чого він несподівано прийняв пропозицію команди «Лейтон Орієнт» і покинув клуб.
Великі успіхи в «Йовіл Таун» вразили лондонського виробника взуття Гаррі Зуссмана, який найняв його на роботу тренером у «Лейтон Орієнт». Це було плідне партнерство, яке тривало протягом наступного десятиліття. За цей час він двічі покидав клуб за короткий час — в 1956 році він став помічником тренера в «Арсеналі», а в 1957 році тимчасово тренував італійську «Рому», але незабаром повертався в обох випадках.
Влітку 1959 року він повернувся до Лондона з завданням очолити клуб, за який він колись грав — «Квінз Парк Рейнджерс». Тут він швидко здобув визнання як від уболівальників, так і  гравців. Першим кроком у цьому напрямку став перехід Браяна Бедфорда з «Борнмута». Бедфорд за шість років забив 170 голів за КПР, ставши одним із найкращих гравців в історії команди. Команда Стока була середняком Третього дивізіону і у другому сезоні тренера клуб встановив рекорд, вигравши з найбільшим рахунком в історії, обігравши вдома «Транмір» 9:2. Через кілька років клуб встановив ще один рекорд, забивши 111 голів чемпіонату у сезоні 1961/62.
У сезоні 1966/67 клуб нарешті зумів вийти до Другого дивізіону, проте найвищим досягненням для команди стала перемога у Кубку англійської ліги, обігравши 4 березня 1967 року «Вест Бромвіч Альбіон» з рахунком 3:2, причому поступаючись після першого тайму з рахунком 0:2. Донині цей трофей залишається найвищим досягненням в історії клубу . Цей матч увійшов в історію також і тим, що це був перший фінал Кубка Футбольної ліги, зіграний на легендарному стадіоні «Вемблі», а КПР став першим в історії клубом, з третього дивізіону, який зумів взяти цей трофей.
У наступному сезоні, вже у Другому дивізіоні, команда зайняла друге місце і вийшла в Перший дивізіон, елітну англійську лігу. Але на початку сезону в Першому дивізіоні Сток зліг на три місяці з астмою, а в його відсутність команда виграла лише один матч 17, і коли тренер повернувся з лікарняного, президент КПР Джим Грегорі його тут же звільнив.
У 1968—1972 роках він очолював «Лутон Таун», з яким виграв свій третій титул чемпіона Третього дивізіону у сезоні 1969/70. Після цього протягом наступних чотирьох сезонів він був менеджером «Фулгема», місцевого суперника КПР. «Коттеджери» під його керівництвом досягли найбільшого успіху у національних турнірах, досягнувши фіналу Кубка Англії в 1975 році. На цей раз, однак, також «Вемблі» клуб програв з рахунком 0:2 з «Вест Гем Юнайтед». Сток покинув Лондон у грудні 1976 року, через те, що новий власник перейшов у клуб.
Потім, на короткий час, він повернувся в «Квінз Парк Рейнджерс», де був виконувачем обов'язків, після чого працював у 1979–1980 роках у «Борнмуті», який став його останнім клубом у тренерській кар'єрі.
Помер 16 квітня 2001 року на 85-му році життя.

## Тренерська статистика
| «Йовіл Таун»                  | лютий 1946    | вересень 1949 | 153  | 80  | 32  | 41  | 52,29 |
| «Лейтон Орієнт»               | вересень 1949 | червень 1959  | 464  | 181 | 95  | 188 | 39,01 |
| «Рома»                        | серпень 1957  | травень 1958  | 34   | 12  | 12  | 10  | 35,29 |
| «Квінз Парк Рейнджерс»        | червень 1959  | серпень 1968  | 459  | 219 | 106 | 134 | 47,71 |
| «Лутон Таун»                  | серпень 1968  | липень 1972   | 178  | 75  | 57  | 46  | 42,13 |
| «Фулгем»                      | липень 1972   | липень 1976   | 220  | 75  | 73  | 72  | 34,09 |
| «Квінз Парк Рейнджерс» (в.о.) | березень 1978 | травень 1978  | 11   | 7   | 2   | 2   | 63,64 |
| «Борнмут»                     | січень 1979   | грудень 1980  | 99   | 30  | 31  | 38  | 30,30 |
| Всього                        | Всього        | Всього        | 1618 | 679 | 408 | 531 | 41,97 |

## Титули і досягнення

### Як тренера
- Володар Кубка англійської ліги (1):

«Квінз Парк Рейнджерс»: 1966—1967